# Rhäden

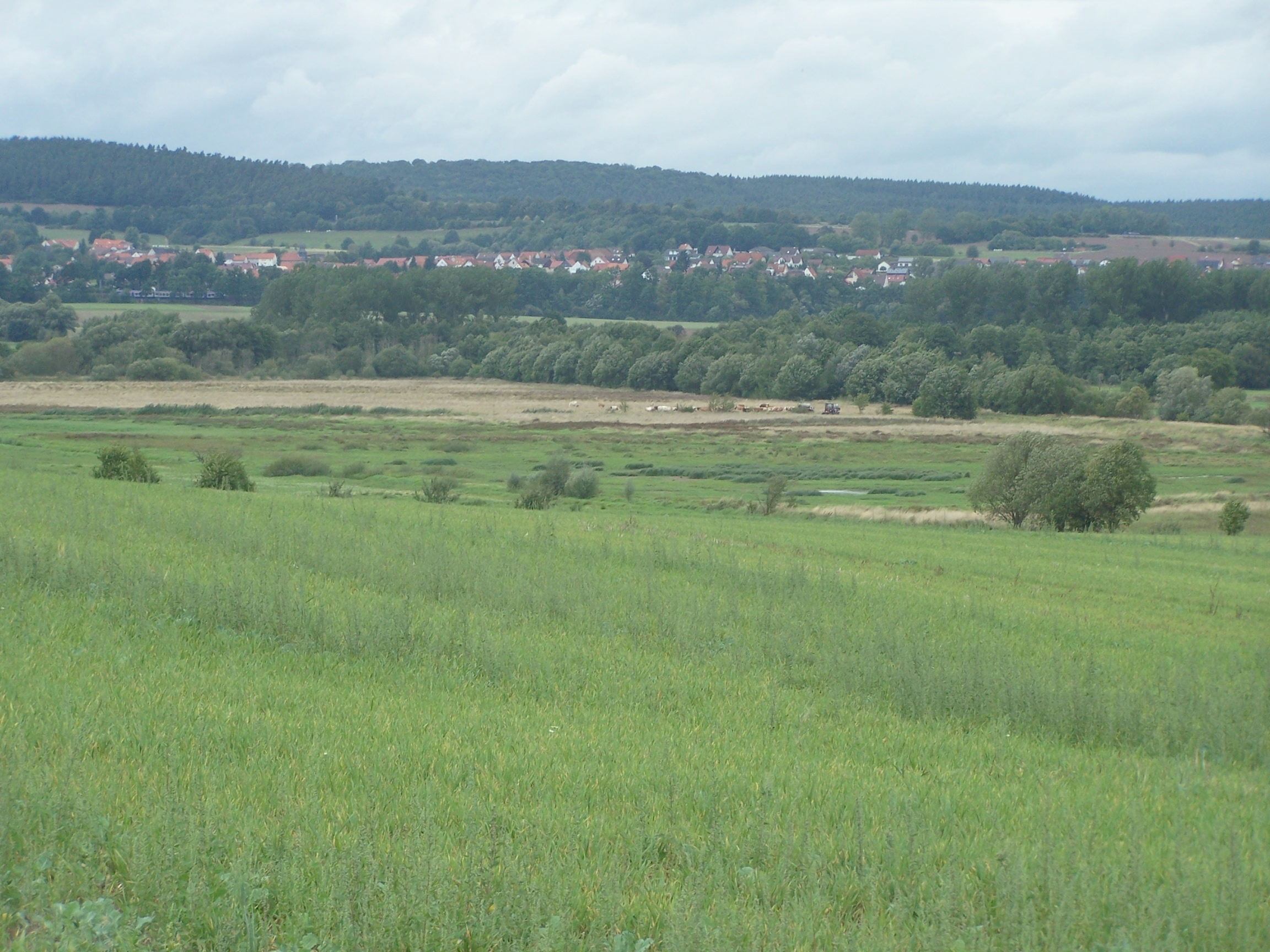
Blick über den Rhäden in Richtung Bosserode

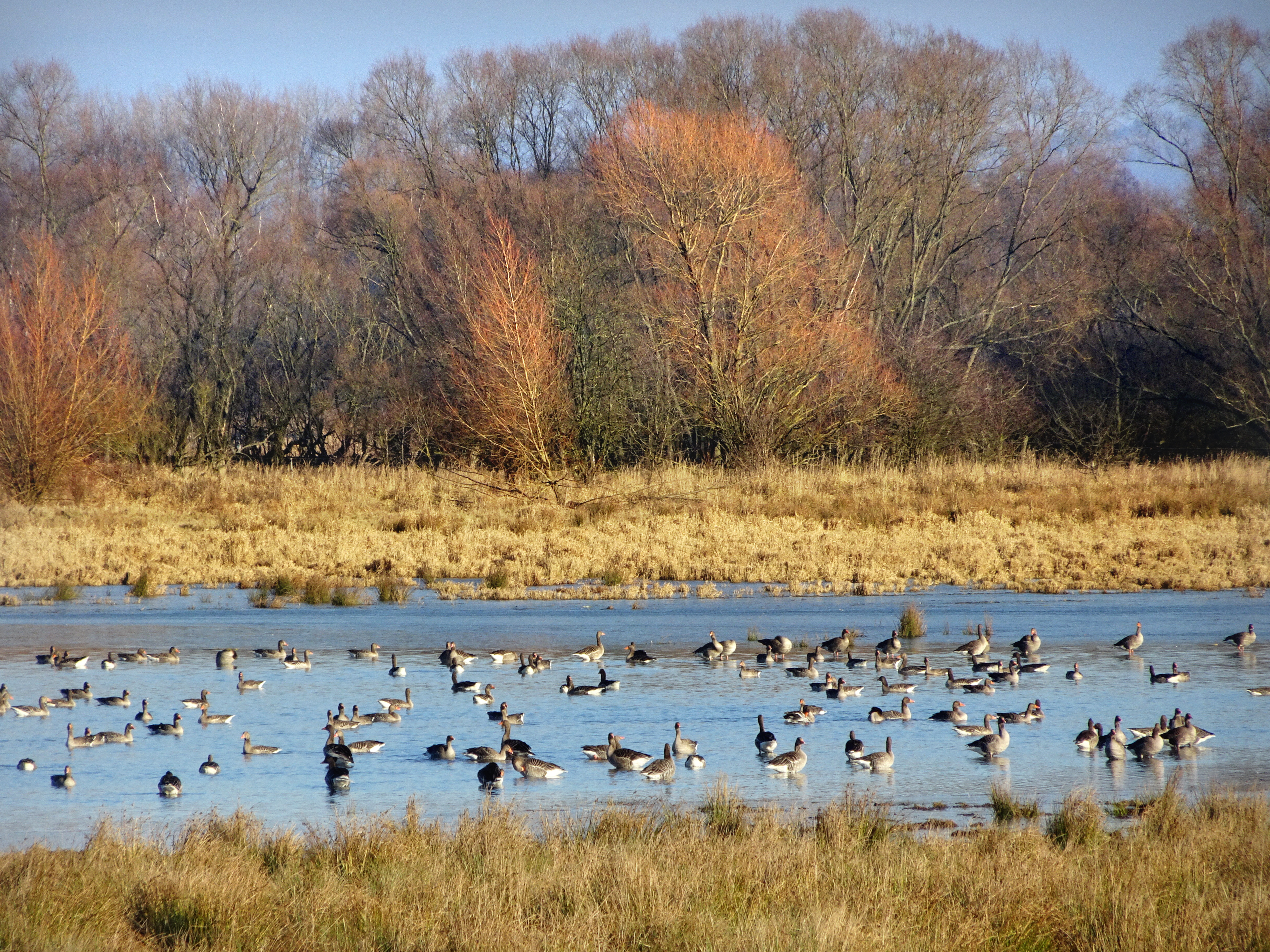
Graugänse im Dankmarshäuser Rhäden

Der Rhäden ist ein Feuchtgebiet in Hessen und Thüringen im Gebiet der Gemeinde Wildeck (Landkreis Hersfeld-Rotenburg, Hessen) und der Stadt Werra-Suhl-Tal (Wartburgkreis, Thüringen). Der Landes- und Gemeindezugehörigkeit entsprechend unterteilt sich das Gebiet in die Naturschutzgebiete Dankmarshäuser Rhäden und Rhäden bei Obersuhl und Bosserode.

## Geografische Lage
Der Rhäden erstreckt sich zwischen den Ortslagen von Dankmarshausen und Obersuhl. Naturräumlich liegt er südöstlich des Richelsdorfer Gebirges im Berka-Gerstunger-Becken am äußersten Rand der Werraaue und wird vom Gewässer Suhl durchflossen, das ab hier auch den Alternativnamen Rhedengraben führt. Das Gebiet wird von der hessisch-thüringischen Landesgrenze durchschnitten und ist Teil des Biotopverbundes Grünes Band Deutschland.

## Geschichte

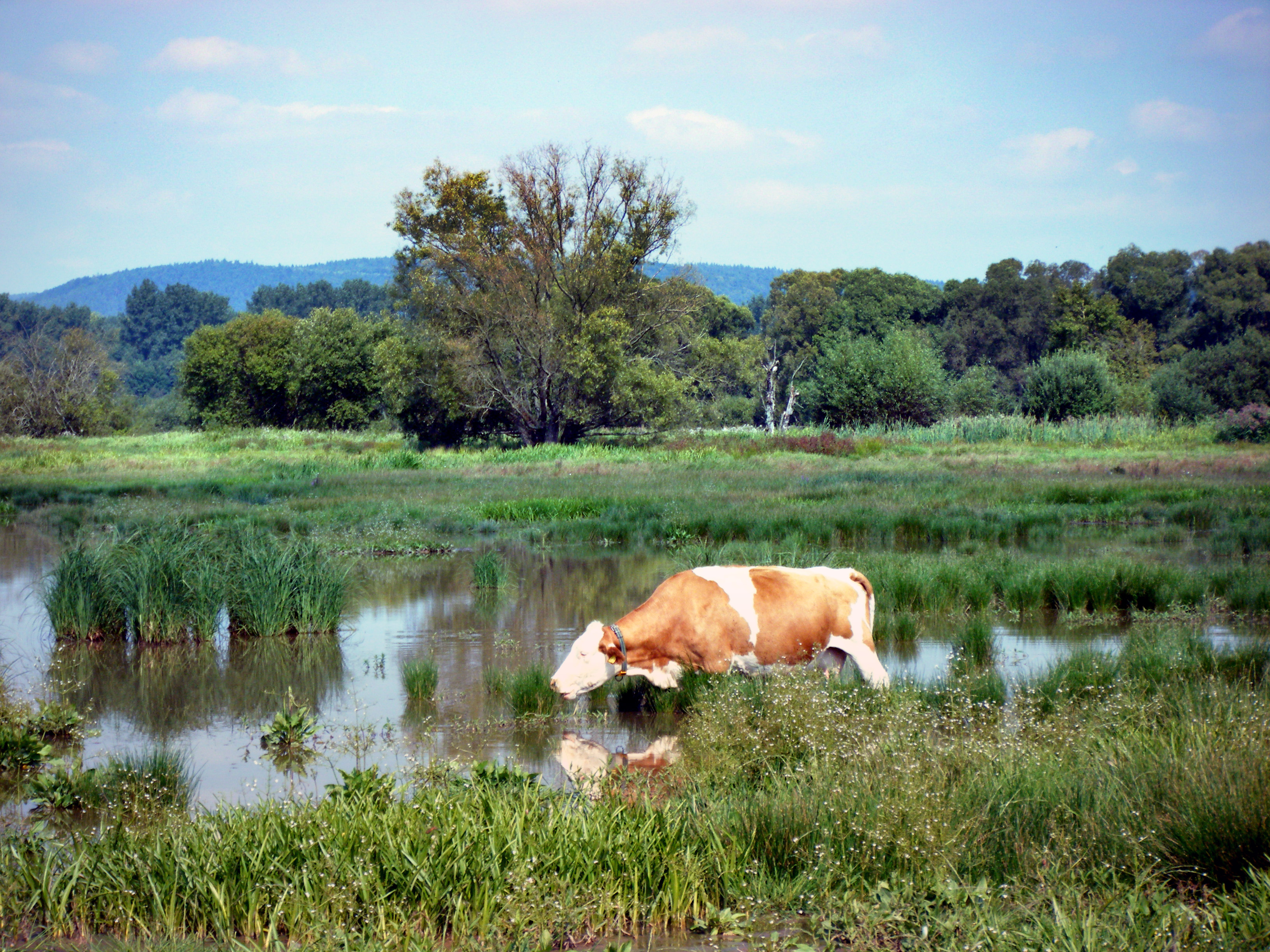
Beweidung im Rhäden

Das ausgedehnte Feuchtgebiet Rhäden wurde ab 1859 in mehreren Phasen trockengelegt um es als Grün- und Ackerland für die Landwirtschaft nutzbar zu machen. Nach dem Zweiten Weltkrieg durchschnitt die Innerdeutsche Grenze das Gebiet, Teile der landwirtschaftlichen Flächen fielen brach oder wurden auf Thüringer Seite von Anlagen der Grenzbefestigung überbaut. In den 1970er Jahren begannen auf hessischer Seite gestaltende Renaturierungsmaßnahmen, um das Gebiet als Rastgebiet für Wat-, Wasser- und Wiesenvögel zu entwickeln. Nach der Deutschen Wiedervereinigung wurde das Gebiet auch auf Thüringer Seite renaturiert und zum Naturschutzgebiet entwickelt.
Seit 2015 läuft auf Thüringer Seite ein Beweidungsprojekt von Stiftung Naturschutz Thüringen, BUND und NABU, bei dem die Flächen extensiv mit Heckrindern und Wildponys beweidet werden.
Im Jahre 2021 wurde das Pachtverhältnis mit dem ortsansässigen Agrarbetrieb gekündigt, da ein langanhaltend zu hoher Tierbesatz zu Überweidungerscheinungen und dem Verhungern zahlreicher Weidetiere führte. Ein neuer Pächter setzt nun Wasserbüffel ein um die Offenlandhabitate kurz zu halten und vermarktet das Fleisch regional.

## Infrastruktur
Um das Naturschutzgebiet Rhäden verläuft ein Rundwanderweg; zur Naturbeobachtung stehen drei Aussichtsplattformen und ein Beobachtungspunkt mit Infotafeln am Lindenhauptskopf zur Verfügung. In Wildeck-Obersuhl steht ein Informationszentrum offen.

## Arten
Die Gesamtpopulation des Gebietes ist mit durchschnittlich etwa 2.500 Vögeln angegeben. Zu den gesichteten Arten zählen Bekassine, Bruchwasserläufer, Dunkler Wasserläufer, Brachvogel, Kampfläufer, Knäkente, Krickente, Löffelente, Pfeifente, Reiherente, Schnatterente, Spießente, Tafelente, Waldwasserläufer, Weißstorch. Im Sommer 2016 wurde einmalig auch ein Pelikan gesichtet.

## Schutzstatus
Das Gebiet ist beidseits der hessisch-thüringischen Landesgrenze als Naturschutzgebiet und als FFH-Gebiet ausgewiesen:
- FFH-Gebiet 5026-305 Dankmarshäuser Rhäden[6]
- FFH-Gebiet 5026-350 Rhäden bei Obersuhl und Bosserode[7]
- Thüringer Verordnung über das Naturschutzgebiet Dankmarshäuser Rhäden vom 16. Mai 1995[8]